# Den långa duellen
Den långa duellen (engelska: The Long Duel) är en brittisk äventyrsfilm från 1967 i regi av Ken Annakin. 

## Handling
En brittisk officer jagar en indisk rebelledare i Brittiska Indien.

## Rollista i urval
- Yul Brynner - Sultan
- Trevor Howard - kapten Freddy Young
- Harry Andrews - Stafford
- Charlotte Rampling - Jane Stafford
- Virginia North - Champa
- Andrew Keir - Gungaram
- Laurence Naismith - McDougal
- Maurice Denham - guvernören
- Imogen Hassall - Tara
- Zohra Sehgal - Devi
- Jeremy Lloyd - Crabbe
- Terence Alexander - majoren
- Marianne Stone - majorens fru
- Edward Fox - Hardwicke